# Карча
Карча (карач.-балк. Къарча) ― лиричный герой карачаево-балкарского народа, отец которого был угнан вместе с другими аланами в Крым во время монгольского нашествия. Погиб, пытаясь выбраться из Крымского ханства, но его лучший друг взял под опеку Карчу, которого научил сражаться, и перед смертью завещал достичь родины, ― Алании. Пройдя через все трудности, Карче удалось это сделать.

## Биография
Из легенды «Карча — вождь свободных» и приведеных в ней преданий можно выделить следующие строчки из биографии Карчи:
Карча потомок алан, угнанных Бату Ханом в Крымское ханство.Его отец был воином, воюющим за Ма’ас(Магас) но был пойман в плен монголами и погиб, пытаясь выбраться из Крымского ханства, тогда Карча был ребенком(не выше воткнутого в землю меча). И под опеку Карчу взял лучший друг его отца Батырбия, который научил его сражаться и завещал найти родину, презирая ханство.
Когда Карча вырос, он собрал отряд из алан Крыма, главными из которых были: Трам, Адурхай, Науруз, Будиян — родоначальники карачаево-балкарских фамилий. Лунной ночью они напали на корабль подданных Аслан-Гирея, убив их, они уплыли. После долгих скитаний они достигли Архыза, продолжили путь. Достигнув Баксана они пробыли там немало дней. После Карча и аланы достигли Эль-Джурта (надо отметить, что там находится крупное аланское городище).

Мижев Умар «Карча»

Однажды отличный охотник Боташ был на охоте с сыном Карчи, Джантуганом. На высотах Садырла, за Эльбрусом, они подстрелили двух оленей и легли спать. Но ночью змея укусила Джатугана, скакал Боташ, соорудив носилки из веток и травы, но не успел. Привез он Карче холодное тело, расстроен был Карча. Но взял он в руку клочок травы с носилок и вскрикнул «где ты нарвал эту траву, Боташ?» Боташ ответил, что растет та трава за Эльбрусом. Похоронили сына Карчи, Джантугана, где сейчас гора Джантуган.
После чего Карча и аланы отправились за Эльбрус, и наконец достигли родины, которую Карча назвал «Карт-Джурт» — старая родина.